# Valle-di-Mezzana
Valle-di-Mezzana település Franciaországban, Corse-du-Sud megyében. Lakosainak száma 538 fő (2022. január 1.). Valle-di-Mezzana Appietto, Calcatoggio, Cannelle, Sarrola-Carcopino és Sant'Andréa-d'Orcino községekkel határos.

## Népesség
A település népessége az elmúlt években az alábbi módon változott:
| Lakosok száma | 114  | 194  | 233  | 284  | 360  | 384  | 444  | 512  | 522  | 538  |
|               | 1968 | 1982 | 1990 | 2006 | 2013 | 2015 | 2017 | 2019 | 2020 | 2022 |